# Diran Alexanian
Pour les articles homonymes, voir Alexanian.
Diran Alexanian (arménien : Տիրան Ալեքսանեան) est un violoncelliste et pédagogue arménien né le 2 avril 1881 à Constantinople et mort le 27 juillet 1954 à Chamonix (France).

## Biographie
Diran Alexanian étudie le violoncelle avec Friedrich Grützmacher à Leipzig. Il pratique la musique de chambre avec Johannes Brahms et Joseph Joachim et joue en public le solo du Don Quichotte de Richard Strauss dès l'âge de dix-sept ans. À l'âge de vingt ans il s'installe à Paris où il rencontre Pablo Casals. En voyant Alexanian sur scène Casals remarque que ses doigtés s'accordent avec son propre jeu. Ils apprennent à se connaître et se découvrent une vision similaire de la technique et de l'interprétation.
En 1921, Alexanian devient assistant de Pablo Casals à l'École normale de musique de Paris où ils mettent leurs idées révolutionnaires en pratique. Des étudiants viennent du monde entier pour étudier avec lui. On trouve parmi ceux-ci Gabriel Cusson, Maurice Eisenberg, Raya Garbousova, Antonio Janigro, Gregor Piatigorsky, Hidayat Inayat Khan, Pierre Fournier et Emanuel Feuermann.
Il publie un Traité théorique et pratique du violoncelle en 1922 et sa fameuse édition des Suites de Bach en 1929,. Il abandonne son poste à l'École en 1937 et part pour les États-Unis. Il enseigne à l'Institut Peabody de Baltimore et la Manhattan School of Music de New York où il a comme étudiants Bernard Greenhouse, David Soyer, George Ricci, Raya Garbousova, David Wells et Mischa Schneider.